# Walter Küppers (Theologe)
Walter Johann Küppers (* 5. Mai 1872 in Bonn; † 1951 ebenda) war ein deutscher alt-katholischer, später evangelischer Geistlicher.

## Leben
Walter Küppers war der Sohn eines Pädagogen und Lehrerseminarleiters in Siegburg, Ignaz Küppers (1840–1925), der zu den Begründern der Alt-Katholischen Kirche in Deutschland gehörte. Er studierte Theologie und Philosophie u. a. in Bern. Dort wurde er 1895 mit einer Dissertation über „John Locke und die Scholastik“ zum Dr. phil. promoviert. Im selben Jahr wurde er zum Geistlichen der Alt-Katholischen Kirche geweiht. Vom 22. März 1903 bis zum Oktober 1925 war er Pfarrer der kleinen, 1872 gegründeten altkatholischen Kirchengemeinde in Königsberg, die ganz Ostpreußen, Westpreußen und Danzig umfasste. Den rapiden Schrumpfungsprozess seiner Gemeinde – 1925 zählte sie nur noch vierzig Mitglieder – konnte er nicht aufhalten. 1925 trat Kueppers zur Evangelischen Kirche über und wurde in deren Pfarrdienst aufgenommen.
Küppers war beeindruckt von den Schriftstudien Charles Taze Russells. Er stand auch in näherem Kontakt zu pietistischen Kreisen. Um einen Konflikt mit seiner Kirchenleitung zu vermeiden, publizierte er vielfach unter dem Pseudonym „Johannes Walther“.
Charakteristisch ist seine Fixierung auf die Endzeitthematik. Den von Russell auf 1914 berechneten Zeitpunkt der Wiederkunft Christi glaubte er noch näher (auf den 21. März 1912) präzisieren zu können. Den Bibelforschern schloss er sich nicht an, entnahm aber zahlreiche Anleihen bei Russell.
Nachdem sich seine Prophezeiung als unzutreffend erwiesen hatte, war Küppers nicht zu einer Selbstkritik imstande. Auf Drängen der Kirchenleitung reagierte er mit einer Erklärung, seine eigenwilligen Thesen nicht weiter öffentlich vertreten zu wollen. In den Jahren 1915 bis 1917 veröffentlichte er jedoch erneut zahlreiche Beiträge – hauptsächlich in der Zeitschrift Altkatholisches Volksblatt. Dabei radikalisierte er seinen Standpunkt, dem Geist der Zeit entsprechend, auf eine deutschnationalistische Zuspitzung hin.
Küppers war mit Olga Küppers, geb. Textor, verheiratet. Das Paar hatte fünf Kinder. Ein Sohn, Werner Küppers (1905–1980), wurde ebenfalls Theologe und war bis 1971 Direktor des Seminars für Alt-Katholische Theologie an der Universität Bonn. Ein Schwiegersohn von Küppers war der Orientalist Rudi Paret.

## Schriften
- John Locke und die Scholastik, Berlin: Hermann, 1895 (44 S.).
- Im Kampf mit der theologischen Zunft. Ein Stück Leben, Gr. Lichterfelde-Berlin: E. Runge in Komm., [1903] (47 S.).
- Auf Gottes Wunderwegen. Die Geschichte meiner Berufung, Königsberg: Klucke in Komm., 1911.
- Wie Gott Wort hält, Königsberg i.Pr.: Klucke, 1911.
- Die letzten vier Jahrhunderte im Licht der Bibel, Königsberg i.Pr.: Klucke, 1911.
- Ein Rückblick auf den 21. März 1912, Königsberg i.Pr.: Masuhr., 1916 (12 S.).
- Teure Geschwister [Rundschreibensammlung], Königsberg, 1913.
- Rückblick und Ausblick, Königsberg i./Pr.: Klucke, 1920 (24 S.).